# ویکتوری گاردنز، نیوجرسی
ویکتوری گاردنز (به انگلیسی: Victory Gardens) شهری در ایالت نیوجرسی کشور ایالات متحده آمریکا است که جمعیت آن در سرشماری سال ۲۰۱۰ میلادی، ۱٬۵۲۰ نفر بوده‌است.